# 3099 Hergenrother
3099 Hergenrother è un asteroide della fascia principale. Scoperto nel 1940, presenta un'orbita caratterizzata da un semiasse maggiore pari a 2,8782131 UA e da un'eccentricità di 0,2042174, inclinata di 15,46694° rispetto all'eclittica.
L'asteroide è dedicato all'astronomo statunitense Carl W. Hergenrother.